# ایستگاه گروس‌هاردن (متروی مونیخ)
گروس‌هاردن ایستگاهی در خط او۶ متروی مونیخ است. این ایستگاه در تاریخ ۲۲ مه ۱۹۹۳ افتتاح شد و به نام منطقه گروس‌هاردن نامیده شد.